# Distribuição log-normal

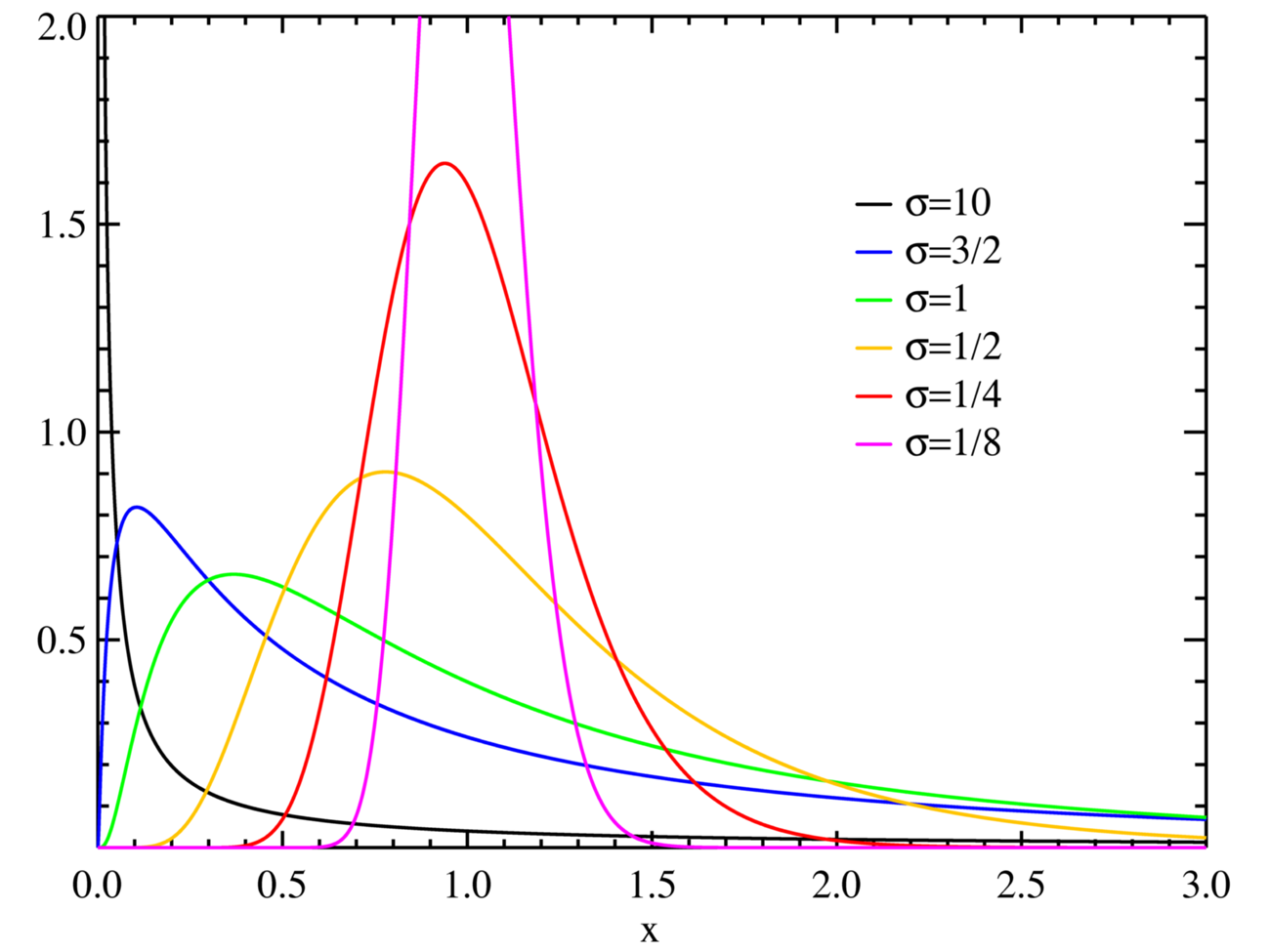
A função densidade de probabilidade da distribuição log-normal para µ=0 e diferentes valores de σ.

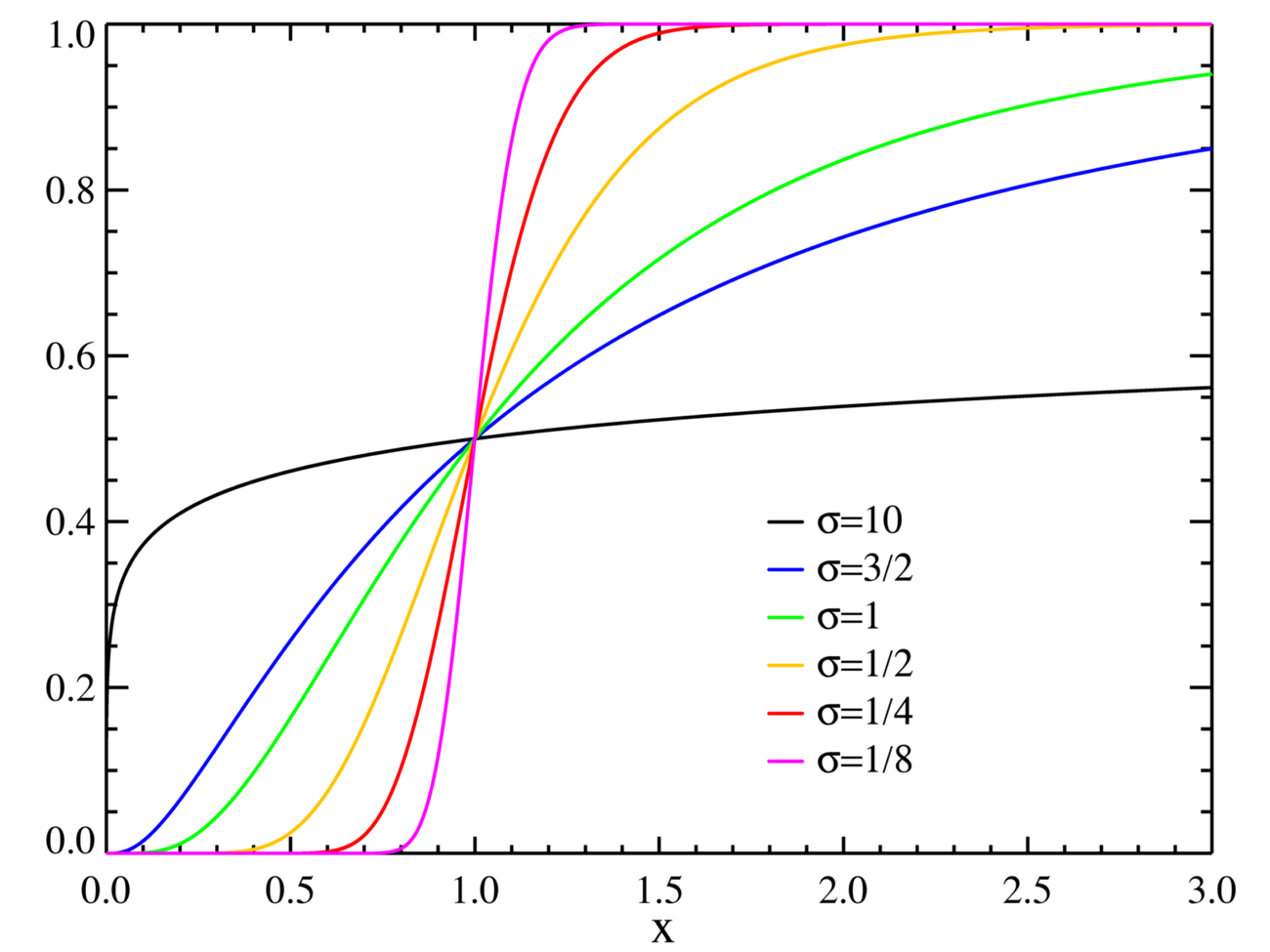
A função distribuição acumulada da distribuição log-normal para µ=0 e diferentes valores de σ.

Em probabilidade e estatística, uma variável aleatória é uma distribuição de probabilidade, cujo logaritmo é normalmente distribuído. Uma variável aleatória X tem a distribuição log-normal quando o seu logaritmo {\displaystyle Y=\log(X)\,} tem a distribuição normal. Logo, sua função de densidade é
{\displaystyle f(x;\mu ,\sigma )={\frac {1}{x\sigma {\sqrt {2\pi }}}}\exp \left[-{\frac {\left(\ln(x)-\mu \right)^{2}}{2\sigma ^{2}}}\right]}
A importância da distribuição log-normal se deve a um resultado análogo ao Teorema do Limite Central: assim como uma distribuição normal aparece quando são somadas várias variáveis independentes (para ver o enunciado mais preciso, consulte o artigo sobre o teorema), a distribuição log-normal aparece naturalmente como o produto de várias variáveis independentes (sempre positivas).
Por exemplo, em Finanças, o preço de uma ação no futuro pode ser modelado como o efeito de vários pequenos ajustes independentes, ou seja:
{\displaystyle P_{n}=P_{0}\times (1\pm \epsilon _{1})\times \ldots \times (1\pm \epsilon _{n})\,}
Ou seja, aplicando o log, temos que {\displaystyle \log P_{n}\,} é a soma de várias variáveis aleatórias independentes, ou seja, pode ser aproximado por uma distribuição normal - portanto Pn pode ser aproximado por uma log-normal.

## Média
O valor esperado de {\displaystyle X=\exp(Y)\,}, quando Y é uma variável aleatória normal, vale:
{\displaystyle E(X)=E(\exp(Y))=\exp(E(Y)+0.5{\mbox{var}}(Y))\,}
em que {\displaystyle {\mbox{var}}(Y)\,} é a variância de Y.

## Variância
A variância da log-normal também pode ser expressa em função da normal. Sendo {\displaystyle X=\exp(Y)\,} e Y normal, temos:
{\displaystyle {\mbox{var}}(X)=\exp(2E(Y)+{\mbox{var}}(Y))(\exp({\mbox{var}}(Y))-1)\,}

## Fórmulas inversas
Seja {\displaystyle X=\exp(Y)\,}, então a média e variância de Y podem ser expressas em função da média e variância de X como:
{\displaystyle E(Y)=\ln(E(X))-{\frac {1}{2}}\ln \left(1+{\frac {{\mbox{var}}(X)}{(E(X))^{2}}}\right),}
{\displaystyle {\mbox{Var}}(Y)=\ln \left({\frac {{\mbox{Var}}(X)}{(E(X))^{2}}}+1\right).}